# Alfred zu Stolberg-Stolberg
Alfred zu Stolberg-Stolberg (Brauna, 18 novembre 1835 – Oceano Atlantico, 1º ottobre 1880) è stato un nobile e politico tedesco.

## Biografia
Alfred era figlio di Johann Peter Cajus zu Stolberg-Stolberg. Studiò al Collegio dei Gesuiti a Tournay e frequentò successivamente l'Accademia dei Cavalieri Renani di Bedburg. Dopo il diploma di scuola superiore, proseguì i suoi studi alla Rheinische Friedrich-Wilhelms-Universität. Nel 1856 divenne membro attivo del Borussia Corp Bonn. Successivamente si trasferì dapprima all'Università di Innsbruck e poi all'Università di Berlino dove si laureò in legge, divenendo quindi auditore presso la corte di appello di Münster come praticante avvocato. Cavaliere dell'Ordine di Malta, prese parte alla guerra franco-prussiana come infermiere volontario.
Dal 1872 al 1876 fu membro della Camera dei Signori di Prussia, inizialmente per il collegio elettorale di Aquisgrana. Nel marzo 1873 venne eletto come sostituto del defunto deputato Eduard Böhmer per il collegio elettorale di Coblenza, collegio elettorale che rappresentò sino al 1878.
Morì in mare mentre era in viaggio tra Bordeaux e Madeira nel 1880.

## Matrimonio e figli
Nel 1866 sposò la contessa Anna von Arco-Zinneberg, figlia del conte Maximilian von Arco-Zinneberg. La coppia ebbe i seguenti figli:
- Friedrich Leopold (1 luglio 1868-4 settembre 1955), sposò la contessa Maria von Spee (23 giugno 1895-30 ottobre 1975)
- Maria Pia (21 agosto 1870 - 1 settembre 1913), sposò il barone Moritz von und zu Franckenstein (18 marzo 1869 - 24 gennaio 1931)
- Leopoldine (13 settembre 1872 - 2 gennaio 1948)
- Sophie (31 maggio 1874 - 22 gennaio 1945), sposò il conte Johannes-Edgar Henckel von Donnersmarck (24 giugno 1861 - 17 ottobre 1911)

## Ascendenza
|                                         |                                   |                                                      | Genitori                                                    |  |  | Nonni |  |  | Bisnonni                       |  |  | Trisnonni                                |  |
|                                         |                                   |                                                      |                                                             |  |  |       |  |  | Christian zu Stolberg-Stolberg |  |  | Christoph Friedrich zu Stolberg-Stolberg |  |
|                                         |                                   |                                                      |                                                             |  |  |       |  |  | Christian zu Stolberg-Stolberg |  |  | Christoph Friedrich zu Stolberg-Stolberg |  |
|                                         |                                   | Henriette Katharina von Bibran und Modlau            |                                                             |  |  |       |  |  | Christian zu Stolberg-Stolberg |  |  |                                          |  |
| Friedrich Leopold zu Stolberg-Stolberg  |                                   |                                                      |                                                             |  |  |       |  |  | Christian zu Stolberg-Stolberg |  |  |                                          |  |
|                                         |                                   | Christiane Charlotte von Castell-Remlingen           | Karl Friedrich Gottlieb von Castell-Remlingen               |  |  |       |  |  |                                |  |  |                                          |  |
|                                         |                                   | Christiane Charlotte von Castell-Remlingen           | Karl Friedrich Gottlieb von Castell-Remlingen               |  |  |       |  |  |                                |  |  |                                          |  |
|                                         |                                   | Christiane Charlotte von Castell-Remlingen           | Friederike Eleonore von Castell-Rüdenhausen                 |  |  |       |  |  |                                |  |  |                                          |  |
| Johann Peter Cajus zu Stolberg-Stolberg |                                   | Christiane Charlotte von Castell-Remlingen           |                                                             |  |  |       |  |  |                                |  |  |                                          |  |
|                                         |                                   | Siegmund Ehrenreich von Redern                       | Erasmus Wilhelm von Redern                                  |  |  |       |  |  |                                |  |  |                                          |  |
|                                         |                                   | Siegmund Ehrenreich von Redern                       | Erasmus Wilhelm von Redern                                  |  |  |       |  |  |                                |  |  |                                          |  |
|                                         |                                   | Siegmund Ehrenreich von Redern                       | Katharina Elisabeth von Bredow                              |  |  |       |  |  |                                |  |  |                                          |  |
| Charlotte Eleonore von Redern           |                                   | Siegmund Ehrenreich von Redern                       |                                                             |  |  |       |  |  |                                |  |  |                                          |  |
|                                         |                                   | Marie Jeanne d'Horguelin                             | Jacques de Horguelin                                        |  |  |       |  |  |                                |  |  |                                          |  |
|                                         |                                   | Marie Jeanne d'Horguelin                             | Jacques de Horguelin                                        |  |  |       |  |  |                                |  |  |                                          |  |
|                                         |                                   | Marie Jeanne d'Horguelin                             | Louise Jeanne Crommelin                                     |  |  |       |  |  |                                |  |  |                                          |  |
| Alfred zu Stolberg-Stolberg             |                                   | Marie Jeanne d'Horguelin                             |                                                             |  |  |       |  |  |                                |  |  |                                          |  |
|                                         | Klemens Franz von Loë-Imstenraedt | Johann Adolph von Loë-Imstenraedt                    |                                                             |  |  |       |  |  |                                |  |  |                                          |  |
|                                         | Klemens Franz von Loë-Imstenraedt | Johann Adolph von Loë-Imstenraedt                    |                                                             |  |  |       |  |  |                                |  |  |                                          |  |
|                                         | Klemens Franz von Loë-Imstenraedt | Maria Catharina von Wachtendonk                      |                                                             |  |  |       |  |  |                                |  |  |                                          |  |
| Gerard Anton von Loë-Imstenraedt        | Klemens Franz von Loë-Imstenraedt |                                                      |                                                             |  |  |       |  |  |                                |  |  |                                          |  |
|                                         |                                   | Maria Margarete Alexandrina von Horion               | Gerhard von Horion                                          |  |  |       |  |  |                                |  |  |                                          |  |
|                                         |                                   | Maria Margarete Alexandrina von Horion               | Gerhard von Horion                                          |  |  |       |  |  |                                |  |  |                                          |  |
|                                         |                                   | Maria Margarete Alexandrina von Horion               | Anna Maria Louise von Aldenbrück                            |  |  |       |  |  |                                |  |  |                                          |  |
| Marie von Loë-Imstenraedt               |                                   | Maria Margarete Alexandrina von Horion               |                                                             |  |  |       |  |  |                                |  |  |                                          |  |
|                                         |                                   | Clemens August von Merveldt                          | Ferdinand Theodor von Marveldt                              |  |  |       |  |  |                                |  |  |                                          |  |
|                                         |                                   | Clemens August von Merveldt                          | Ferdinand Theodor von Marveldt                              |  |  |       |  |  |                                |  |  |                                          |  |
|                                         |                                   | Clemens August von Merveldt                          | Maria Josepha von Westerholt                                |  |  |       |  |  |                                |  |  |                                          |  |
| Alexandrine von Marveldt                |                                   | Clemens August von Merveldt                          |                                                             |  |  |       |  |  |                                |  |  |                                          |  |
|                                         |                                   | Maria Antonia Sophie von Wolff Metternich zur Gracht | Franz Wilhelm August Johann von Wolff Metternich zur Gracht |  |  |       |  |  |                                |  |  |                                          |  |
|                                         |                                   | Maria Antonia Sophie von Wolff Metternich zur Gracht | Franz Wilhelm August Johann von Wolff Metternich zur Gracht |  |  |       |  |  |                                |  |  |                                          |  |
|                                         |                                   | Maria Antonia Sophie von Wolff Metternich zur Gracht | Sophia Maria Brigitte von der Asseburg                      |  |  |       |  |  |                                |  |  |                                          |  |
|                                         |                                   | Maria Antonia Sophie von Wolff Metternich zur Gracht |                                                             |  |  |       |  |  |                                |  |  |                                          |  |